# باول إل. فريدمان
باول إل. فريدمان (بالإنجليزية: Paul L. Friedman)‏ هو قاضي ومحامي أمريكي، ولد في 20 فبراير 1944 في بوفالو في الولايات المتحدة.